# 게르칸마르크파트너스
게르칸마르크파트너스(Gerkan, Marg and Partners, gmp)는 독일 함부르크에 본사를 둔 국제적인 건축 회사이다. 이 회사는 1965년 마인하르트 폰 게르칸과 폴크빈 마르크에 의해 설립되었으며 현재 13개 사무실에 300명 이상의 직원을 두고 있다. 같은 해 건축 실무는 익명의 출품작으로 국제 공모전에 참가했다. 베를린 테겔 공항에 대한 이들의 디자인은 1등상을 받을 수 있었고, 이로써 회사는 국제적인 인지도를 얻게 되었다. 이 성과는 건축계에서 이 관행의 입지를 확고히 하고 더 큰 성공을 위한 길을 열었다. 현재 회사는 경영진 파트너(Nikolaus Goetze, Hubert Nienhoff, Stephan Schütz 및 Wu Wei)와 함께 두 창립자가 이끌고 있다.

## 저명한 프로젝트

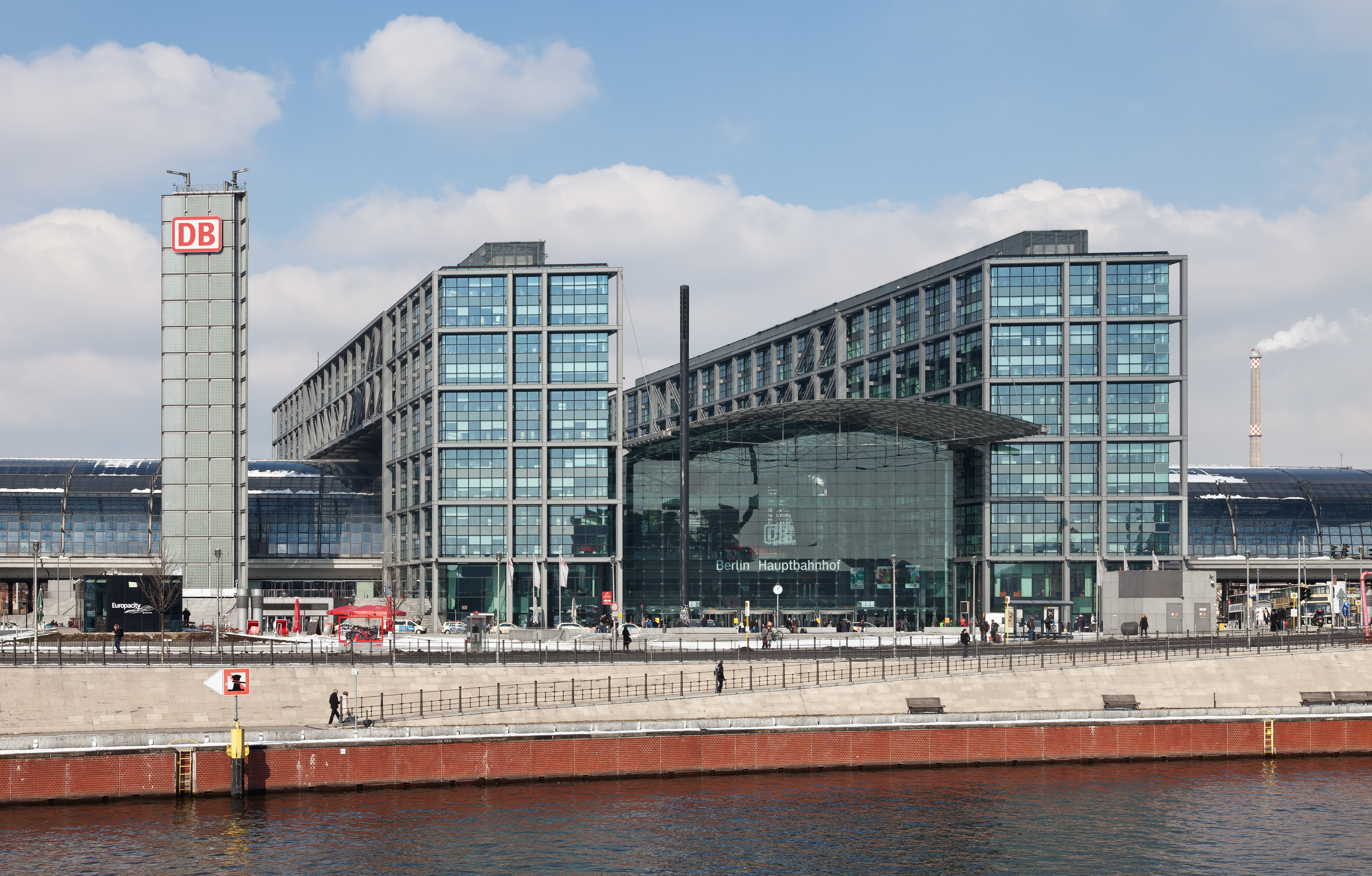
2006년 열린 베를린 중앙역

- 베를린 테겔 공항
- 베를린 중앙역
- 베트남 국립 컨벤션 센터
- 모지스 마비다 스타디움
- 하이딩당
- 모지스 마비다 스타디움
- 하노이 박물관
- 자와할랄 네루 스타디움 (델리)
- 상하이 오리엔탈 스포츠 센터
- 중국국가박물관
- 베트남 공안부 새 본사
- 아레나 나치오날러
- NSC 올림피스키 스타디움
- 바르샤바 국립경기장
- 베를린 브란덴부르크 공항
- 바쿠 크리스털 홀
- 밀리 스타디움
- 이스타지우 마네 가힌샤
- 브라질 벨루오리존치 미네이랑
- 아레나 아마조니아
- 에스타디오 산티아고 베르나베우
- 베트남 국회의사당
- 스타드 드 룩셈부르크